# آنکیتا لوکانده
آنکیتا لوکانده (به انگلیسی: Ankita Lokhande) بازیگر هندی است.
از کارهای معروف او می‌توان به بازی در فیلم مانیکارنیکا، شورشی ۳ و سواتانتریا ویر سورکار اشاره کرد.